# Olympische Sommerspiele 2024/Radsport – Mountainbike (Männer)
Das Mountainbike-Rennen der Männer bei den Olympischen Spielen 2024 in Paris fand am 29. Juli statt. Es wurde nach den Regeln für Cross-Country XCO ausgetragen.
Der Parcours wurde speziell für diese Spiele auf der Colline d’Élancourt im westlichen Umland von Paris angelegt. Der Parcours, auf dem acht Runden gefahren wurden, war 4,4 km lang und wies 110 Höhenmeter an Steigungen auf.

## Ereignisse im Vorfeld
Im September 2023 fand auf dem Gelände ein als Testlauf gedachtes Mountainbikerennen der Weltspitze statt, das Victor Koretzky gewann.
Die Qualifikation für diesen Wettbewerb richtete sich hauptsächlich nach der Nationen-Weltrangliste sowie den Ergebnissen der Mountainbike-Weltmeisterschaften 2023 und der kontinentalen Meisterschaften desselben Jahres. Eine Wildcard wurde an den Liechtensteiner Romano Püntener vergeben.
Mehrere prominente Teilnehmer kritisierten den Parcours im Vorfeld als zu künstlich und äußerten Sorge über die Menge losen Schotters.

## Rennverlauf
Während des Rennens herrschten hohe Temperaturen, und die Fahrer nutzen jede Passage des Materialpostens, um sich zu erfrischen. Über die ersten zwei Runden dünnte sich das Feld aus. Einer Tempoverschärfung von Thomas Pidcock in der dritten Runde konnte nur Victor Koretzky folgen. In der vierten Runde hatte Pidcock kurz vor dem Materialposten einen Reifenschaden und verlor 40 Sekunden. Koretzky führte nun allein das Rennen an, 10 Sekunden dahinter folgte Alan Hatherly. Unterdessen begann Pidcock eine Aufholjagd, schloss zu Hatherly auf, und in der vorletzten Runde holten die beiden Koretzky wieder ein. Etwa 15 Sekunden hinter dem Spitzentrio folgten Luca Braidot und Mathias Flückiger.
Die letzte Runde war von einem wechselhaften Zweikampf zwischen Pidcock und Koretzky geprägt, die sich gegenseitig attackierten, während Hatherly in dritter Position blieb. In der Schlussminute schoss Pidcock auf einem engen Streckenabschnitt an Koretzky vorbei; es kam zur Berührung, Koretzky verlor kurz das Gleichgewicht und kam unwiederbringlich in Rückstand. Pidcock fuhr unter dem Pfeifkonzert der französischen Zuschauer zu seinem zweiten Olympiasieg, etwa zehn Sekunden vor Koretzky und Hatherly.

## Ergebnis
29. Juli 2024, Start: 14:10 Uhr
| Rang                 | Name                | Nation             | Zeit       |
| -------------------- | ------------------- | ------------------ | ---------- |
| 1                    | Thomas Pidcock      | Großbritannien     | 1:26:22 h  |
| 2                    | Victor Koretzky     | Frankreich         | + 0:09 min |
| 3                    | Alan Hatherly       | Südafrika          | + 0:11 min |
| 4                    | Luca Braidot        | Italien            | + 0:34 min |
| 5                    | Mathias Flückiger   | Schweiz            | + 1:20 min |
| 6                    | Samuel Gaze         | Neuseeland         | + 1:41 min |
| 7                    | Riley Amos          | Vereinigte Staaten | + 1:46 min |
| 8                    | Charlie Aldridge    | Großbritannien     | + 2:10 min |
| 9                    | Nino Schurter       | Schweiz            | + 2:22 min |
| 10                   | David Valero        | Spanien            | + 2:27 min |
| 11                   | Martín Vidaurre     | Chile              | + 2:38 min |
| 12                   | Simon Andreassen    | Dänemark           | + 2:43 min |
| 13                   | Christopher Blevins | Vereinigte Staaten | + 2:44 min |
| 14                   | Jordan Sarrou       | Frankreich         | + 2:46 min |
| 15                   | Julian Schelb       | Deutschland        | + 2:46 min |
| 16                   | Luca Schwarzbauer   | Deutschland        | + 2:48 min |
| 17                   | Mārtiņš Blūms       | Lettland           | + 2:49 min |
| 18                   | Pierre de Froidmont | Belgien            | + 3:59 min |
| 19                   | Simone Avondetto    | Italien            | + 4:30 min |
| 20                   | Knut Røhme          | Norwegen           | + 4:33 min |
| 21                   | Ulan Galinski       | Brasilien          | + 4:33 min |
| 22                   | Maximilian Foidl    | Österreich         | + 5:04 min |
| 23                   | Adair Prieto        | Mexiko             | + 5:20 min |
| 24                   | Jofre Cullell       | Spanien            | + 5:51 min |
| 25                   | Ondřej Cink         | Tschechien         | + 6:06 min |
| 26                   | Jens Schuermans     | Belgien            | + 7:07 min |
| 27                   | Krzysztof Łukasik   | Polen              | + 7:33 min |
| 28                   | Romano Püntener     | Liechtenstein      | + 8:11 min |
| 29                   | Tomer Salzman       | Israel             | + 8:25 min |
| 30                   | Gunnar Holmgren     | Kanada             | + 8:35 min |
| 31                   | Diego Arias         | Kolumbien          | + 8:51 min |
| 32                   | Oleksandr Hudyma    | Ukraine            | LAP (−1)   |
| 33                   | Mi Jiujiang         | China              | LAP (−2)   |
| 34                   | Ede-Karoly Molnar   | Rumänien           | LAP (−6)   |
| Nicht in der Wertung |                     |                    |            |
| —                    | Alex Miller         | Namibia            | DNF        |
| —                    | Joni Savaste        | Finnland           | DNF        |